# Coelorhyncidia cuprescens
Coelorhyncidia cuprescens är en fjärilsart som beskrevs av George Francis Hampson 1917. Coelorhyncidia cuprescens ingår i släktet Coelorhyncidia och familjen Crambidae. Inga underarter finns listade i Catalogue of Life.